# Приходько, Иван Митрофанович
Иван Митрофанович Приходько (29 мая 1910, соляной рудник «Пшеничный» Бахмутского уезда Екатеринославской губернии — 28 января 1991, Кременчуг) — партийный и хозяйственный руководитель, директор крупных заводов. Директор Кременчугского автомобильного завода (1960—1976).
Герой Социалистического Труда (1971). Депутат Верховного Совета СССР двух созывов (1957—1958, 1958—1961). Член КПСС с 1940 года. Делегат XXII, XXIII, XXIV съездов КПСС. Почётный гражданин города Кременчуга.

## Биография
Иван Приходько родился 29 мая 1910 года в семье шахтёра соляного рудника «Пшеничный» Бахмутского уезда Екатеринославской губернии (ныне Бахмутский район Донецкой области). Был шестым ребёнком в многодетной семье, в которой родилось 10 детей.
Через некоторое время его семья переехала в посёлок Двуречье. С 1917 по 1922 год учился в четырёхклассной начальной школе. В 1926 году окончил семилетку в посёлке при соляном руднике имени Карла Либкнехта (ныне город Соледар). Затем поступил в индустриальную профтехшколу в городе Артемовске. Одновременно работал электриком ремонтных мастерских при профтехшколе. С 1929 года трудился электромонтёром на электростанции химзавода «Красный химик» в городе Славянске. В сентябре этого же года поступил в Артёмовский индустриальный техникум. После его окончания в 1931 году работал электриком на Краматорском металлургическом и машиностроительном заводах. Одновременно учился на вечернем отделении Краматорского машиностроительного техникума.
2 января 1932 года перевёлся на учёбу в Ленинградский индустриальный институт.
В мае 1936 года после окончания института был направлен на Ленинградский государственный завод № 174 имени К. Е. Ворошилова инженером-электриком в отдел главного энергетика.
Предприятие в то время производило легкий танк Т-26. Со 2 января по 13 ноября служил в Красной Армии курсантом одногодичной полковой школы 215 Туркестанского стрелкового полка 72 дивизии города Ленинграда. 13 ноября назначен главным энергетиком завода № 174. В сентябре 1938 — начальник управления капитального строительства этого же завода. В январе 1940 года вступил в ряды Всесоюзной Коммунистической партии большевиков (ВКП(б)). В апреле на заводе № 174 началось подготовка к выпуску танков Т-50. С ноября 1940 года — главный механик и главный энергетик завода (в связи с объединением служб).
В октябре 1941 года началась эвакуация Ленинградского завода № 174 в Чкалов (Оренбург) на Чкаловский паровозоремонтный завод для выпуска танков Т-50. 6 января 1941 года Государственный комитет обороны принял решение снять с производства танк Т-50 и перейти на выпуск танка Т-34. Иван Приходько был назначен начальником управления капитального строительства танкового завода № 173 в Чкалове. В апреле вместе с заводом переехал в Омск, где на площадях Омского паровозовагоноремонтного завода был создан завод № 174. В 1942 году при активном участии Ивана Приходько был построен сталелитейный комплекс: мартеновский цех с 4 печами и сталефасонный цех. Организован цех цветного литья. В декабре за месяц оборудован радиаторный цех.
За успешное освоение и выпуск боевой техники и досрочное строительство танковой трассы получил свои первые награды — орден Красной Звезды (1943) и орден Трудового Красного Знамени (1944).
В августе 1944 года назначен парторгом ЦК ВКП(б) на Омском танковом заводе № 174. С 1944 по 1946 год — член пленума горкома партии города Омска.
14 февраля 1946 года возвратился вместе с семьёй в Ленинград, где стал работать на заводе № 800 (бывший № 174) заместителем директора по капитальному строительству. 26 ноября 1947 года назначен директором Крюковского вагоностроительного завода Министерства транспортного машиностроения (Крюков-на-Днепре Полтавской области, Украина). На предприятии руководил восстановлением цехов, выпуском грузовых магистральных вагонов. В 1951 году с выпуском плавающего транспортера К-61 было начато производство переправочно-десантной техники по заказу Министерства Обороны СССР. Руководил там капитальным и жилищным строительством. С 1947 по 1960 год в Крюкове-на-Днепре было построено свыше 35 тысяч квадратных метров жилья, больничный комплекс, детский оздоровительный лагерь, техникум, детские сады, летний кинотеатр и другие объекты.
В 1957 году избирался депутатом Верховного Совета СССР вместо выбывшего депутата. В 1958 году стал депутатом ВС СССР повторно.
2 ноября 1960 года постановлением № 60 Совета народного хозяйства Полтавского экономического административного района назначен директором Кременчугского автомобильного завода. На этой должности проработал до 1976 года.
Избирался делегатом XXII, XXIII, XXIV съездов КПСС.
За время его руководства Кременчугским автомобильным заводом было значительно увеличено производство грузовых автомобилей (с 4716 в 1960 году до 27085 в 1976-м). Велось большое капитальное, жилищное, социальное строительство — возведены новые цеха, жилые микрорайоны, детсады, школы, поликлиники.
Указом Президиума Верховного Совета СССР от 5 апреля 1971 года «за выдающиеся успехи в выполнении заданий пятилетнего плана по развитию автомобильной промышленности» удостоен звания Героя Социалистического Труда с вручением ордена Ленина и золотой медали «Серп и Молот».
В 1976 году вышел на пенсию. В январе 1981 года ему было присвоено звание Почётного гражданина города Кременчуга.
Скончался 28 января 1991 года. Похоронен в Кременчуге.
Отец Владимира Ивановича Приходько.

## Вклад в развитиемашиностроения
В 1948 году Крюковский вагоностроительный завод под руководством И. М. Приходько достиг довоенного уровня по выпуску грузовых вагонов. В октябре 1948 года выпущен опытный полувагон с хребтовой балкой из спецпроката. В 1949 году впервые в вагоностроении на заводе применен конвейер для сборки вагонов. В 1951 году выпущен четырёхосный хоппер для перевозки марганцевой руды грузоподъемностью 18 тонн. Испытаны вагоны-хопперы для перевозки торфа грузоподъемностью 24 тонны. В 1952 году начат выпуск платформ под нефтяные и кислотные цистерны грузоподъемностью 60 тонн. В ноябре 1954 года изготовлены два первых большегрузных полувагона грузоподъемностью 93 тонны, затем налажено их серийное производство. В 1958 году на Брюссельской Международной выставке макет шестиосного цельнометаллического полувагона (93 т) отмечен золотой медалью. В 1960 году началось проектирование 100-тонных полувагонов для перевозки руды. Крюковский вагоностроительный завод увеличил производство грузовых магистральных вагонов с 4259 штук в 1947 году до 9000 в 1960-м.
В 1951 году на Крюковском вагоностроительном заводе было освоено производство первого плавающего транспортера К-61 для Вооруженных Сил. На предприятии создано мощное конструкторское бюро, которое в 1954 году было признано Головным в СССР по созданию переправочно-десантной техники. Здесь созданы гусеничный самоходный паром ГСП-55, плавающий транспортер ПТС-65, инженерный подводный разведчик ИПР-75, плавающий прицеп, машины для уборки тростника, а позднее — серия паромно-мостовых машин ПММ «Волна». Всего на заводе были изготовлены чертежи, изготовлены опытные образцы и испытаны более 20 изделий инженерной техники.
За годы работы директором Кременчугского автомобильного завода И. М. Приходько география продаж автомобилей КрАЗ расширилась до 40 стран мира.
В июне 1972 года Центральный комитет КПСС рассмотрел вопрос о работе партийных организаций и коллективов Ярославского объединения «Автодизель» и Кременчугского автомобильного завода имени 50-летия Советской Украины по повышению качества, увеличению ресурса двигателей и пробега грузовых автомобилей. В 1973 году на КрАЗе состоялся Всесоюзный семинар партийных работников, руководителей и специалистов автомобильной промышленности. В 1974 году на конвейер поставлен автомобиль нового, третьего поколения КрАЗ-260. В 1975 году выпущен 250-тысячный автомобиль КрАЗ.
В 1976 году создано производственное объединение «АвтоКрАЗ», в состав которого вошло восемь заводов.

## Признание и награды
- Герой Социалистического Труда (1971)
- два ордена Ленина (1966, 1971)
- Орден Октябрьской Революции (1976)
- Орден Трудового Красного Знамени (1944)
- два ордена Красной Звезды (1943, 1945)
- Медаль «За оборону Ленинграда» (1944)
- Медаль «За доблестный труд в Великой Отечественной войне 1941—1945 гг.» (1945)
- Медаль «В память 250-летия Ленинграда» (1958)
- Медаль «20 лет Победы в Великой Отечественной войне» (1968)
- Медаль «50 лет Вооружённых Сил СССР» (1968)
- Медаль «25 лет освобождения Советской Украины от немецко-фашистских захватчиков в годы Великой Отечественной войны» (1969)
- Золотая медаль ВДНХ (1973)
- Медаль «30 лет освобождения Советской Украины от немецко-фашистских захватчиков в годы Великой Отечественной войны» (1974)
- Медаль «Ветеран труда»

## Память
В сентябре 1996 года городским советом принято решение о переименовании в Кременчуге улицы Карла Либкнехта (до 1919 года — Херсонская) на улицу Ивана Приходько.
В Кременчугской городской типографии издана книга Л. И. Евселевского, Г. М. Терещенко «Иван Митрофанович Приходько — директор, депутат».
29 мая 1997 года состоялось торжественное открытие барельефа И. М. Приходько на первом доме по улице Ивана Приходько. Автор — скульптор В. И. Волкова
На Крюковском вагоностроительном заводе издана книга-летопись «От мастерских к концерну». На страницах 156—219 рассказано о периоде, когда директором Крюковского вагоностроительного завода был И. М. Приходько.
29 мая 2000 года состоялось открытие мемориальной доски И. М. Приходько на доме, в котором семья Приходько жила с 1947 по 1965 год. Автор — скульптор В. В. Попов. С 1991 года в этом здании находится музей истории Крюковского вагоностроительного завода.
В 2003 году в Полтаве в серии «Альманах почета и признания Полтавщины» вышла в свет на украинском и английском языках книга «Сто выдающихся личностей Полтавщины прошлых столетий». Страницы 154—155 рассказывают о жизни и деятельности И. М. Приходько.
27 мая 2005 года состоялось открытие мемориальной комнаты-кабинета И. М. Приходько в музее истории Крюковского вагоностроительного завода. Она обставлена подлинной мебелью из дома И. М. Приходько, здесь можно увидеть личные вещи Ивана Митрофановича.
Вышла в свет книга А. И. Осташко, А. Н. Лушаковой, А. П. Шаблия «Почетные граждане города Кременчуга». На страницах 84-100 — рассказ об И. М. Приходько.
В 2006 году вышла в свет книга «Крюковский вагоностроительный завод — гордость и слава Украины». В этом издании помещены сведения о работе И. М. Приходько директором Крюковского вагоностроительного завода.
Вышла книга «КрАЗ: люди, завод, автомобили». В ней содержится много информации о времени, когда предприятие возглавлял И. М. Приходько.
В 2009 году издана книга А. И. Кудияровой «Крюковский вагоностроительный завод: 140 лет развития и совершенствования». В ней помещена информация о работе И. М. Приходько директором Крюковского вагоностроительного завода, развитии строительства, энергетики предприятия.
В 2010 году в Кременчуге прошел цикл мероприятий, посвященных 100-летию со дня рождения И. М. Приходько. Состоялся вечер-воспоминание, посвященный Ивану Митрофановичу Приходько, в Кременчугском городском дворце культуры, издана книга «Директор Иван Приходько».
В 2011 году издана книга А. И. Кудияровой «Рождение амфибий. Переправочно-десантная техника Крюковского вагоностроительного завода», в ней рассказывается о создании и производстве инженерной техники на КВСЗ, начиная с 1951 года при активном участии директора Ивана Митрофановича Приходько.